# Turul României
Il Turul României (in italiano Giro di Romania) è una corsa a tappe maschile di ciclismo su strada che si svolge in Romania con cadenza annuale. La prima edizione venne disputata nel 1934; nel 2008 la corsa entrò a fare parte del circuito UCI Europe Tour come prova di classe 2.2, venendo promossa nel 2021 a prova di classe 2.1.

## Storia
La rivista mensile Revista Automobila, ispirandosi al Tour de France, organizzò nell'agosto 1910 la prima edizione del Circuitului Munteniei. Parteciparono alla gara 18 concorrenti in un percorso lungo circa 300 chilometri: la prova fu vinta dall'italiano Mario Sallo. Dopo tre edizioni venne annullata e la successiva manifestazione ciclistica nazionale fu organizzata nel 1934 dalla Federazione ciclistica rumena in collaborazione con il periodico Sportul Zilnic. La prima edizione previde 7 tappe per un totale di 1026 chilometri. La Romania fu la sesta nazione ad organizzare un giro ciclistico a tappe.
Prima della seconda guerra mondiale vennero disputate altre due edizioni e la quarta edizione si svolse nel 1946. In seguito non venne corsa tutti gli anni, solo a partire dal 1997 fu disputata con regolarità. L'edizione 1957, inizialmente prevista dal 13 al 27 ottobre, venne annullata a causa del freddo intenso di quelle settimane. La tappa più lunga fu la Brăila-Bucarest del 1961, lunga 230 chilometri.
Dal 2008 la corsa è inserita nel calendario del circuito UCI Europe Tour come prova di classe 2.2, aperta quindi alle formazioni Professional nazionali, alle Continental, alle squadre di club Elite/Under-23 e alle rappresentative nazionali. Dal 2014 al 2017 non si è svolta.

## Maglie e trofei
Cinque sono oggi le maglie caratteristiche del Turul României, indossate durante la gara dai leader delle diverse classifiche:
- La maglia gialla per il corridore con il miglior tempo cumulativo (leader della classifica generale).
- La maglia verde per il corridore che conquista più punti nelle salite. Ogni salita permette di ottenere un certo numero di punti in base alla lunghezza e alla difficoltà della stessa.
- La maglia rossa per il corridore che conquista più punti nei traguardi intermedi e sugli arrivi (leader della classifica a punti).
- La maglia blu per il ciclista rumeno con il miglior piazzamento nella classifica generale.
- La maglia bianca per il miglior ciclista sotto i 23 anni di età.

## Albo d'oro
Aggiornato all'edizione 2024.
| Anno      | Vincitore               | Secondo                 | Terzo                 |
| --------- | ----------------------- | ----------------------- | --------------------- |
| 1934      | Marin Nikolov           | Ghenadie Sminoff        | Zamfir Munteanu       |
| 1935      | Daniel Zigmund          | Nicolae Ion Tapu        | Versi Lipinski        |
| 1936      | Pierre Gallien          | Stjepan Grgac           | Carol Kutzbach        |
| 1937-1945 | non disputata           | non disputata           | non disputata         |
| 1946      | August Prosenik         | Nicolae Chicomban       | Ion Strain            |
| 1947-1949 | non disputata           | non disputata           | non disputata         |
| 1950      | Constantin Sandru       | Vittorio Nicolozzo      | Ervant Norhadian      |
| 1951      | Marin Niculescu         | Nicolae Chicomban       | Gheorghe Sandu        |
| 1952      | non disputata           | non disputata           | non disputata         |
| 1953      | Nicolae Vasilescu       | Nuta Petre              | Gheorghe Sandu        |
| 1954      | Constantin Dumitrescu   | Stefu Stefan            | Constantin Istrate    |
| 1955      | Constantin Dumitrescu   | Ludovic Zanoni          | Stefu Stefan          |
| 1956      | Constantin Dumitrescu   | Gabriel Moiceanu        | Nicolae Maxim         |
| 1957      | annullata               | annullata               | annullata             |
| 1958      | Gabriel Moiceanu        | Ludovic Zanoni          | Maricel Boinea        |
| 1959      | Ion Cosma               | Gabriel Moiceanu        | Gheorghe Radulescu    |
| 1960      | Walter Ziegler          | Grunzig Jorg            | Silviu Duta           |
| 1961      | Ion Cosma               | Gabriel Moiceanu        | Gheorghe Radulescu    |
| 1962-1964 | non disputata           | non disputata           | non disputata         |
| 1965      | Józef Gawliczek         | Gabriel Moiceanu        | Harald Dippold        |
| 1966      | Gheorghe Suciu          | Ion Cosma               | Costantin Ciocan      |
| 1967      | Emil Rusu               | Walter Ziegler          | Ludovic Barschel      |
| 1968      | Walter Ziegler          | Grigor Constantin       | Vasile Selejan        |
| 1969      | Jürgen Wanzlik          | Vasile Teodor           | Alexandru Sofronie    |
| 1970-1972 | non disputata           | non disputata           | non disputata         |
| 1973      | Vasile Teodor           | Vasile Selejan          | Ion Cernea            |
| 1974      | Mircea Romaşcanu        | Liubomir Zojoc          | Mustapha Nejjari      |
| 1975-1982 | non disputata           | non disputata           | non disputata         |
| 1983      | Mircea Romașcanu        | Ionel Gancea            | Cornel Nicolae        |
| 1984      | Constantin Căruțașu     | Valentin Constantinescu | Ionel Gancea          |
| 1985      | Mircea Romașcanu        | Ionel Gancea            | Gheorghe Kleinpeter   |
| 1986      | Frank Schönherr         | Valentin Constantinescu | Dariusz Matuszyk      |
| 1987      | Valentin Constantinescu | Olimpiu Celea           | Ludovic Kovacs        |
| 1988      | Vasile Mitrache         | Mircea Romașcanu        | Mihai Orosz           |
| 1989      | Dănuț Cătană            | Anton Stelian           | Costel Popa           |
| 1990      | Vasie Apostol           | Valentin Constantinescu | Florian Toader        |
| 1991      | Svetoslav Rjabučenko    | Costel Popa             | Ilia Gromov           |
| 1992      | Vladimir Perelalsnyj    | Pavel Šumanov           | Jurij Prokopenko      |
| 1993      | Jürgen Koberschinski    | Cristian Dabi           | Raoul Grigorici       |
| 1994      | Anton Stelian           | Stanimir Odrinski       | Svetoslav Čanliev     |
| 1995      | Ihor Mirtjanin          | Vitalj Lazurenko        | Dănuț Cătană          |
| 1996      | non disputata           | non disputata           | non disputata         |
| 1997      | Florin Privache         | Ciurtiac Varenin        | Peter Vöhlzoc         |
| 1998      | Igor Bonciucov          | Sergej Tretjakov        | Lars Bener            |
| 1999      | Sergej Tretjakov        | Aleksandr Sabalin       | Bram Tankink          |
| 2000      | Vadim Kravčenko         | Sergej Lavrenenko       | Luuc Hutten           |
| 2001      | Leonid Timčenko         | Pavel Lupas             | Aleksandr Sabalin     |
| 2002      | Alexandre Sabalin       | Svetoslav Čanliev       | Roman Radčenko        |
| 2003      | Jelle van Groezen       | Pavel Lupas             | Pavel Nevdach         |
| 2004      | Vladimir Koev           | Mert Mutlu              | Volodymyr Starčyk     |
| 2005      | Ivajlo Gabrovski        | Oleksandr Surutkovyč    | Radoslav Konstantinov |
| 2006      | Pavel Šumanov           | Dimităr Dimitrov        | Oleksandr Šejdyk      |
| 2007      | Daniel Anghelache       | Atanas Kostov           | Stanislav Rudyj       |
| 2008      | Rida Cador              | Sander Oostlander       | Svetoslav Čanliev     |
| 2009      | Aleksej Ščebelin        | Vladimir Koev           | Pavel Shumanov        |
| 2010      | Vladimir Koev           | Bruno Rizzi             | Ioánnis Tamourídis    |
| 2011      | Andrei Nechita          | Ioánnis Tamourídis      | Angelo Ciccone        |
| 2012      | Matija Kvasina          | Víctor de la Parte      | Johannes Heider       |
| 2013      | Vitalij Buc             | Mychajlo Kononenko      | Ivan Stević           |
| 2014-2017 | non disputata           | non disputata           | non disputata         |
| 2018      | Serghei Țvetcov         | Onur Balkan             | Mateusz Grabis        |
| 2019      | Alex Molenaar           | Savva Novikov           | Karel Hník            |
| 2020      | Eduard Michael Grosu    | Nikodemus Holler        | Szymon Krawczyk       |
| 2021      | Jakub Kaczmarek         | Serghei Țvetcov         | Szymon Rekita         |
| 2022      | Mark Stewart            | Cristian Raileanu       | Jakub Otruba          |
| 2023      | non disputata           | non disputata           | non disputata         |
| 2024      | Ilkhan Dostiyev         | Davide Toneatti         | Lukáš Kubiš           |